# Przylasek
Przylasek – wieś w Polsce położona w województwie dolnośląskim, w powiecie lubańskim, w gminie Platerówka. 

## Położenie
Przylasek to mała wieś leżąca na Pogórzu Izerskim, we Wzgórzach Zalipiańskich, na wysokości około 320–325 m n.p.m.

## Podział administracyjny
W latach 1975–1998 miejscowość administracyjnie należała do województwa jeleniogórskiego.

## Demografia
Według Narodowego Spisu Powszechnego (III 2011 r.) liczył 36 mieszkańców. Jest najmniejszą miejscowością gminy Platerówka.

## Transport
Przez wieś przebiega droga wojewódzka nr 358.